# Maruata
Maruata är en ort i Mexiko.   Den ligger i kommunen Aquila och delstaten Michoacán de Ocampo, i den södra delen av landet, 500 km väster om huvudstaden Mexico City. Maruata ligger 20 meter över havet och antalet invånare är 590.
Terrängen runt Maruata är kuperad åt nordost, men västerut är den platt. Havet är nära Maruata åt sydväst.  Närmaste större samhälle är Colola, 6,5 km väster om Maruata.